# Alireza Firouzja
Alireza Firouzja (persa: علیرضا فیروزجا) (Iran, 18 de juny de 2003) és un prodigi dels escacs iranià. Va obtenir el títol de Gran Mestre l'any 2018. És el segon escaquista més jove de tots els temps que ha assolit un Elo de la FIDE de 2700 (després de Wei Yi), una fita que va assolir amb 16 anys i 1 mes d'edat. L'any 2019, Firouzja era el jugador número 1 de l'Iran, i el número 1 sub-16 del món amb un Elo de la FIDE de 2723. El desembre de 2019, Firouzja va anunciar que deixava de representar l'Iran internacionalment, després que el país prohibís que els jugadors participessin al Campionat del món d'Escacs ràpids de 2019, perquè no permetia els jugadors iranians jugar contra els israelians. Des del 2019, s'ha establert a França, i juga internacionalment sota bandera francesa des de 2021, després d'haver obtingut la nacionalitat francesa el 2021.
A la llista d'Elo de la FIDE del juny de 2022 hi tenia una puntuació de 2793 punts, cosa que en feia el jugador número 1 de França, i el 3r del món. El seu màxim Elo ha estat de 2804 punts, el desembre de 2021. El dia 21 de novembre va assolir un Elo de la FIDE de 2800 aconseguint ser el jugador més jove de la història en arribar-hi amb 18 anys i 156 dies.

## Resultats destacats en competició

### Inicis
El novembre de 2015, a Porto Carras (Grècia), fou sisè en el Campionat del món Sub12 amb 8 d'11, a un punt del campió Muradli Mahammad després d'haver perdut la darrera partida del campionat. El desembre de 2015 a l'Obert de Qatar va fer 50% de punts contra 7 GM i 2 MI. El 2015 va guanyar la medalla d'or sub-12 als Campionats de l'Àsia per edats.
El 2016, amb només 12 anys d'edat, fou campió de l'Iran amb 8 punts d'11 partides, un punt per davant dels immediats perseguidors, i a un punt i mig per davant del 12 cops campió iranià el Gran Mestre Ehsan Ghaem Maghami. D'aquesta manera Firouzja esdevingué el jugador més jove de la història en guanyar el Campionat de l'Iran. També el 2016, va obtenir el títol de Mestre Internacional (MI) de la FIDE.

### 2018
El febrer de 2018, va participar en l'Aeroflot Open i hi acabà 40è de 92, puntuant 4½/9 punts (+2−2=5), però hi va guanyar la seva norma definitiva per al títol de Gran Mestre (GM). Li fou atorgat el títol de GM per la FIDE l'abril de 2018. Entre el 26 de juliol i el 4 d'agost, Firouzja va representar l'Iran a la Copa Asiàtica de Nacions, celebrada a Hamadan. L'Iran va guanyar els tres torneigs oberts, i Firouzja va ser el jugador amb millor puntuació en el principal a ritme clàssic, amb 6/7. a la 43a Olimpíada d'escacs, va jugar al quart tauler, puntuant 8/11 (+6−1=4). Va guanyar un or individual a l'olimpíada sub-16 celebrada entre el 25 de novembre i el 2 de desembre, amb una puntuació de 8/9 (+7−0=2; performance 2736).
Al Campionat del món d'escacs semiràpids de 2018 celebrat a Sant Petersburg, Firouzja hi fou sisè, entre participants del màxim nivell, darrere de Daniil Dubov, Xakhriar Mamediàrov, Hikaru Nakamura, Vladislav Artemiev i Magnus Carlsen. Havent començat com a 169è en el rànquint, d'entre 206 participants, Firouzja va puntuar 10/15 (+8−3=4) amb una performance de 2848, la segona més alta del torneig rere la del guanyador Dubov. Al Campionat del món d'escacs ràpids, fou 42è de 150 amb una puntuació de 12/21 (+10−7=4). Liderava la classificació després de 7 rondes amb 6½/7, però va davallar després de perdre contra l'eventual campió, Carlsen, a la ronda 8.

### 2019

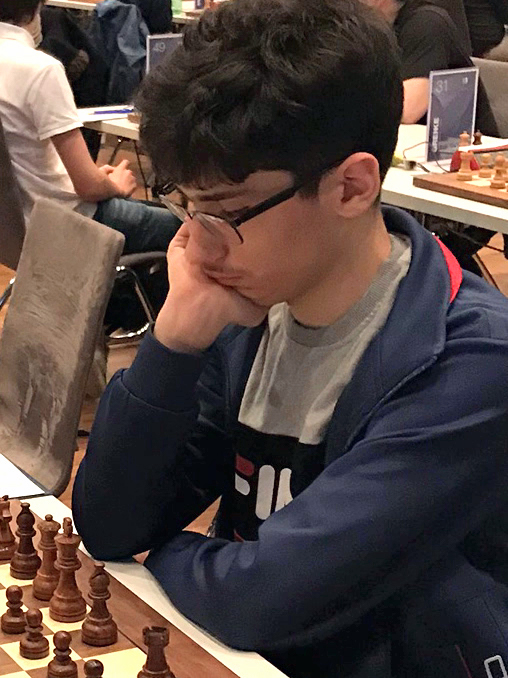
Firouzja al Grenke Chess Open, el 22 d'abril de 2019

Firouzja va guanyar el campionat d'escacs de l'Iran per segon cop el 2019, acabant primer clarament amb 9/11 (+7−0=4). El març, va competir al Campionat del món per equips amb l'Iran. Hi va fer 7/9 punts (+6−1=2) i l'Iran acabà en sisè lloc de deu. Més tard al març, va participar al 3r Sharjah Masters. Hi va empatar als llocs 1r–7è amb 7/9 (+5−0=4), acabant quart al desempat (el campió fou Ernesto Inarkiev). L'abril, Firouzja va competir en el campionat d'escacs bala de Chess.com, perdent als quarts de final contra l'eventual campió Hikaru Nakamura. Més tard a l'abril, fou segon al desempat, rere Constantin Lupulescu a l'Obert d'escacs de Reykjavík amb 7/9 (+6−1=2). Durant el dia de descans, va guanyar el campionat d'Europa de Fischer Random amb 8/9 (+7−0=2).
Firouzja va competir al Grenke Chess Open, entre el 18–22 d'abril. Hi va guanyar les dues primeres partides, però va refusar de jugar contra el Mestre FIDE israelià Or Bronstein en tercera ronda, perdent així la partida per incompareixença. Això era a causa de la política del govern iranià, que no reconeix l'estat d'Israel i sanciona els esportistes que competeixin contra israelians. Firouzja després va perdre la quarta ronda contra la desconeguda Antonia Ziegenfuss, amb un Elo de 1945. Va guanyar les següents cinc partides, per acabar finalment en lloc 27è amb 7/9. El maig, Firouzja va competir als campionats de França de ràpides i semiràpides, celebrats a Le Blanc-Mesnil. Va guanyar el de semiràpides, en vèncer Alberto David a la final.
El juny, Firouzja va prendre part a la 18a edició del Campionat d'escacs de l'Àsia, celebrat entre el 6 i el 16 de juny a Xingtai. Va acabar el torneig en sisena posició amb 6/9 punts (+5−2=2). Tot i que només els cinc primers es classificaven per la Copa del Món de 2019, Firouzja va obtenir per poc una plaça per la Copa del Món ja que el primer classificat, Le Quang Liem i el 5è, Rinat Jumabayev s'havien ja classificat en esdeveniments anteriors. Posteriorment fou quart en el torneig de ràpides disputat el darrer dia del torneig, amb 6½/9 pts (+6−2=1).
Firouzja va jugar per l'equip Tatvan a la Superlliga turca entre el 17 i el 28 de juliol. Hi va puntuar 11½/13 (+10–0=3), incrementant així el seu Elo fins als 2702 punts. Això el va convertir en el primer iranià en assolir un ràting de 2700 o superior. També el convertia en el jugador més jove del món en tenir 2700 d'Elo o més, i el segon de la història (després de Wei Yi) en assolir-ho a la seva edat.
A la Copa del Món el setembre, Firouzja hi va derrotar Arman Paixikian i Daniil Dubov en primera i segona ronda, respectivament, i fou així el primer iranià en arribar a tercera ronda en una Copa del Mon. En tercera ronda, es va enfrontar al primer jugador del rànquing, Ding Liren. Firouzja va entaular amb Ding en les dues partides a ritme clàssic, però va perdre les dues semiràpides de desempat, i fou així eliminat del torneig.
El 27 de desembre, Firouzja va anunciar que no representaria més la Federació Iraniana després que l'Iran retirés els seus jugadors dels Campionats del Món de Semiràpides i de Ràpides per mantenir el seu veto contra els israelians. En lloc d'això, va competir sota bandera de la FIDE. Firouzja va participar al Campionat del món de semiràpides entre el 26 i el 28 de desembre. Va acabar el torneig com a finalista amb 10½/15 (+8–2=5), un punt per sota del campió, Carlsen. És el primer iranià en pujar al pòdium en la història de la competició. Al Campionat del món de ràpides celebrat entre el 29 i el 30 de desembre, Firouzja hi fou sisè amb 13½/21 (+12–6=3).

### 2020
Firouzja va participar al Torneig Tata Steel Chess el gener de 2020. Fou el primer iranià en competir al torneig principal; Parham Maghsoodloo havia participat prèviament al torneig B de 2019. Aquest fou el primer cop que Firouzja s'enfrontava a l'elit mundial en un torneig round-robin a ritme clàssic, i va dir en una entrevista que les seves expectatives no eren orientades a guanyar el torneig, sinó obtenir experiència al màxim nivell. Va acabar amb 6½/13 (+4–4=5), posicionant-se novè.
El febrer, Firouzja va competir al Festival Internacional d'Escacs de Praga, un torneig round-robin de categoria XIX amb deu jugadors, com a substitut de darrera hora de Wei Yi, que no hi podia anar a causa de la pandèmia de COVID-19. Després d'empatar al primer lloc amb altres quatre jugadors, amb 5/9, Firouzja va guanyar el torneig després de guanyar 2–0 el desempat a ràpides contra Vidit Gujrathi, cosa que li va donar la seva primera victòria en un "supertorneig".
El 15 d'abril, Firouzja es va enfrontar a Magnus Carlsen a la final de la Banter Blitz Cup de Chess24 i va guanyar 8½–7½. Firouzja posteriorment participà al Magnus Carlsen Invitational, un torneig de semiràpides hostatjat per Chess24 entre el 18 d'abril i el 3 de maig, conjuntament amb Carlsen i sis altres jugadors del màxim nivell. Carlsen va vèncer Firouzja en el seu matx particular per un resultat de 2½–1½. Firouzja va acabar sisè, i no es va classificar pel playoff a quatre.
A l'octubre, Firouzja va participar al supertorneig anual de Norway Chess a Stavanger. Els participants del torneig incloien el campió del món Magnus Carlsen, el número 2 Fabiano Caruana, Jan-Krzysztof Duda, Levon Aronian el jugador noruec Aryan Tari. Com a l'edició anterior, el torneig tingué lloc amb una puntuació de torneig de futbol (3 punts per victòria, 1 punt per empat i 0 punts per derrota). En cas d'empat, les partides es decidien en un playoff amb format de desempat armageddon on una victòria proporcionava 1/2 punt addicional.
Firouzja va acabar en 2n lloc (18.5), 1 punt per darrere de Carlsen (19.5) i davant Aronian, Caruana i Duda. Amb el sistema de punts tradicional, el resultat de Firouzja de 4 victòries, 1 derrota i 5 empats hauria estat suficient per empatar al 1er lloc, però els punts extra que Carlsen va guanyar en armageddon varen relegar Firouza al segon lloc. El seu rendiment Elo al torneig va ser de 2880.

### 2021
El gener de 2021 fou cinquè al Tata Steel de 2021, mig punt per sota del campió Jorden van Foreest. En entrar a la ronda final del torneig, Firouzja tenia l'oportunitat d'empatar al primer lloc si guanyava la darrera partida. Tanmateix, a causa de les regles de desempat del torneig, no podria ser primer encara que acabés amb el mateix nombre de punts que els líders del torneig. En el seu enfrontament de l'última ronda contra Radosław Wojtaszek, els àrbitres van suggerir a mitja partida que els dos es moguessin a una taula diferent, cosa que va irritar Firouzja. La situació va generar controvèrsia i els organitzadors de l'esdeveniment finalment van demanar disculpes. Finalment, la partida va acabar en taules, i Firouzja va quedar cinquè al torneig amb un marcador de 8/13 (+4-1=8), igualat amb Andrei Esipenko i Fabiano Caruana que van acabar tercer i quart, respectivament. Va fer una performance de 2806 i va pujar fins al número 13 del rànquing mundial.
El juny va participar en els torneigs de ràpides i semiràpides de París, part del Grand Chess Tour. Ho va fer malament a les semiràpides, amb 7/18, però a les ràpides hi va fer 11/18 per acabar segon rere Wesley So. Aquest resultat va fer pujar el seu ràting FIDE de ràpides per damunt dels 2800 per primer cop.
Firouzja va obtenir la nacionalitat francesa el juliol de 2021. EL mateix mes quedà eliminat a la primera ronda de la Copa del Món d'escacs de 2021 a mans de Javokhir Sindarov a la segona tanda de desempats a les partides ràpides.
Al setembre de 2021 quedà subcampió per sota de Magnus Carlsen al Norway Chess, però per damunt d'un ventall d'elit incloent l'l'aspirant al títol mundial Ian Nepómniasxi i antic aspirant Sergey Karjakin. Va puntuar +5-2=3 en partides a ritme clàssic, acabant amb quatre victòries consecutives, i entrant al top 10 mundial per primer cop a la llista d'Elo de l'octubre de 2021.
El novembre de 2021, aconseguí un gran èxit en vèncer al II Gran Torneig Suís de la FIDE amb una puntuació de 8/11 (+6-1=4) classificant per al Torneig de Candidats de 2022. Va esdevenir així el quart jugador més jove en haver-se classificat mai per un Torneig de Candidats.
El mateix mes va fer 8/9 (+7=2) al Campionat d'Europa de seleccions essent el millor primer tauler i aconseguint l'or col·lectiu amb la selecció francesa. La seva performance va ser de 3000 punts. Amb l'última victòria contra Xakhriar Mamediàrov, va aconseguir incrementar el seu Elo FIDE a 2800, essent el jugador més jove de la història en aconseguir-ho. Els dos resultats de novembre varen fer incrementar el seu Elo fins a 2800 per primer cop, i va ascendir al segon lloc de la llista d'Elo de la FIDE. A 18 anys, 5 mesos, va esdevenir el jugador més jove de la història en assolir els 2800, trencant així el rècord anterior de 18 anys i 336 dies de Magnus Carlsen. Després de guanyar el Campionat del món de 2021, Magnus Carlsen va dir: ”Si algú que no sigui Firouzja guanya el Torneig de Candidats, és poc probable que jo jugui el proper matx pel campionat del món..”